# Hi Scandinavia

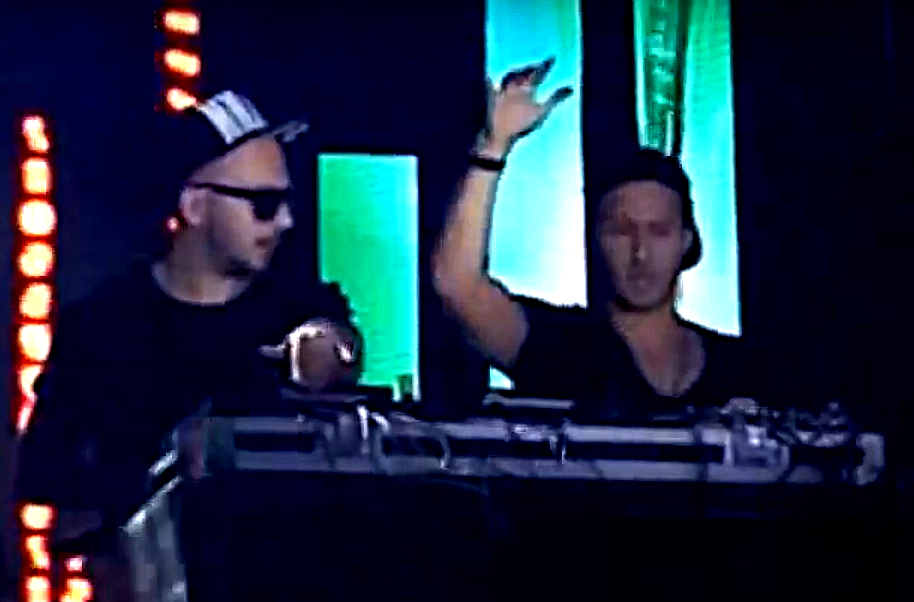
Matisse & Sadko

Hi Scandinavia! ist ein Instrumentalstück des russischen DJ-Duos Matisse & Sadko. Es wurde am 3. Januar 2011 als zweite Single des Duos über das Musiklabel Armada Zouk veröffentlicht. Am 12. September 2011 erschien eine offizielle Vocal-Version des Liedes, die in Zusammenarbeit mit dem britischen Sänger Ollie James entstand. Diese trug den Titel We’re Not Alone (Hi Scandinavia!).

## Hintergrund
Das Lied wurde von Aleksandr Parhomenko und Yuriy Parhomenko selbst komponiert und produziert. Die Single erschien über das niederländische Label Zouk Recordings, einem Sublabel von Armada Music. In den Benelux-Staaten fungierte Armada Benelux Publishing als Publisher, während in den weiteren europäischen Staaten Kontor Records diese Rolle übernahm. Auf dem Cover der Single ist das Duo zu sehen, wie es aus dem grauen Hintergrund hervorspringt. Beide Musiker halten sich die Hand vor das Gesichter.

## Titelliste
- digitale Single

1. Hi Scandinavia! (Radio Edit) – 2:45
2. Hi Scandinavia! (Original Mix) – 6:28

## We’re Not Alone (Hi Scandinavia!)
Am 12. September 2011 veröffentlichte das Duo eine neue Vocal-Version des Liedes, die den Titel We’re Not Alone (Hi Scandinavia!) trug. Den Gesang steuerte der britische Sänger Ollie James bei, der den Text selber trug. Die Neuaufnahme des Liedes wurde über Armada als Doppel-Single veröffentlicht, dessen zweite A-Seite der Titel Reign (Another Dimension) des finnischen DJ-Duos Marcus Maison & Will Dragen gemeinsam mit der australischen Sängerin Amba Shepherd darstellt.
Das offizielle Musikvideo von We’re Not Alone (Hi Scandinavia!) wurde am 23. Dezember 2011 veröffentlicht. In diesem sind alle drei Musiker zu sehen.
Am 1. Februar 2014 spielte der niederländische DJ und Produzent Hardwell einen Remix des Liedes in seiner Radioshow Hardwell On Air. Dieser wurde vom ebenfalls niederländischen Musiker Kill the Buzz produziert und wurde am 28. März 2014 als Single veröffentlicht. Der Big-Room-Remix brachte den Track erstmals in die Charts der Musikplattform Beatport.

### Titelliste
- We’re Not Alone (Hi Scandinavia!) / Reign (Another Dimension)

1. We’re Not Alone (Hi Scandinavia!) (Original Mix) – 6:31
2. We’re Not Alone (Hi Scandinavia!) (Radio Edit) – 3:08
3. Reign (Another Dimension) (Original Mix) – 6:28
4. Reign (Another Dimension) (Radio Edit) – 3:03

- Kill the Buzz Remix

1. We’re Not Alone (Hi Scandinavia!) (Radio Edit) – 2:45
2. We’re Not Alone (Hi Scandinavia!) (Original Mix) – 6:28

## Coverversionen

### Dancing in London

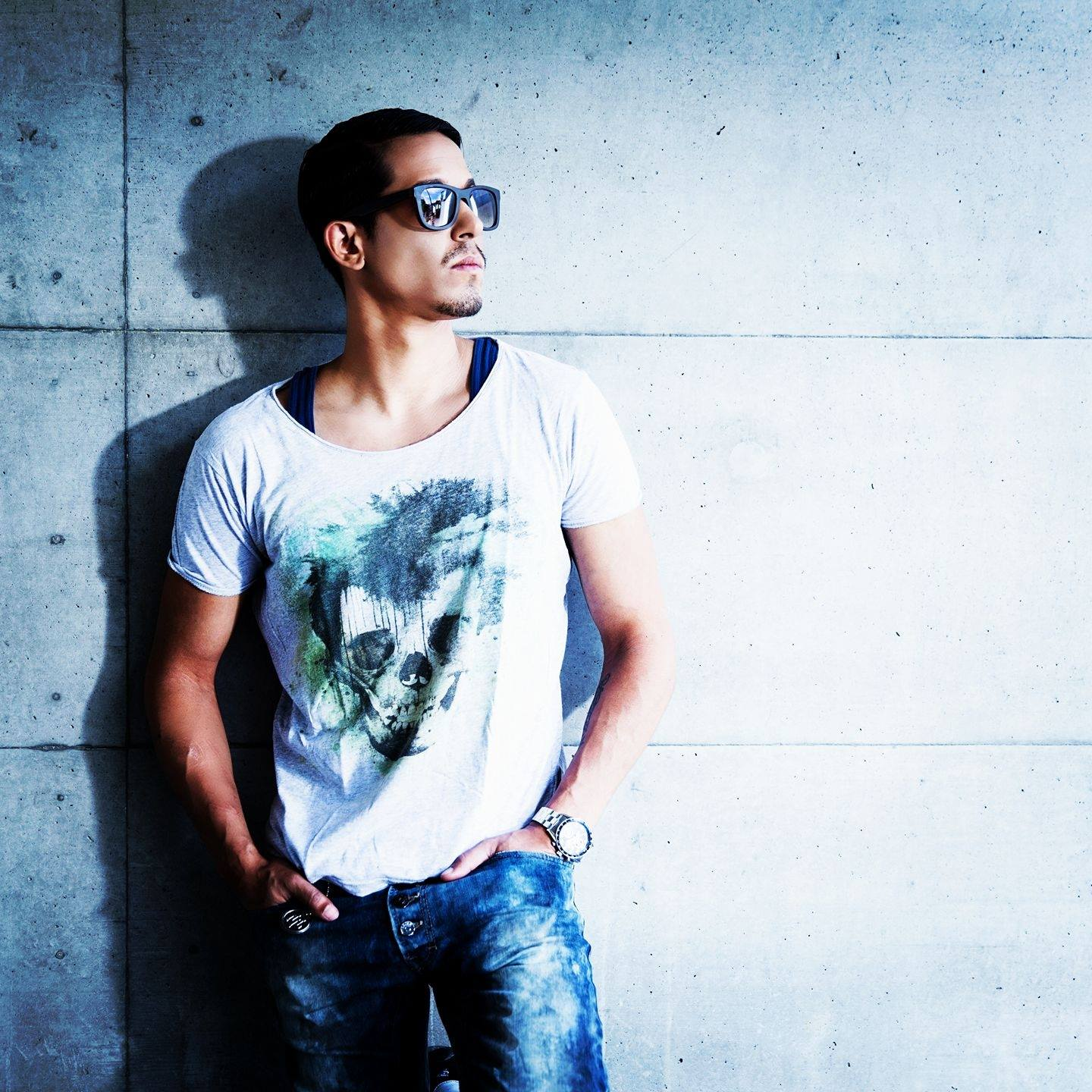
Patrick Miller

Am 15. Juni 2012 veröffentlichte der Schweizer Sänger und Rapper Patrick Miller eine Coverversion des Liedes, die den Titel Dancing in London trug. Bei dieser wurde die Melodie von Hi Scandinavia! übernommen und im Commercial-House-Stil neu abgemischt. Gemeinsam mit dem deutschen Songwriter und Produzenten Stard Ova, schrieb Miller einen neuen Text. Die finale Version wurde von David May und Michel Schuhmacher produziert und über Kontor Records als Single veröffentlicht. Am 3. August erschien ein Remix des Songs, bei dem der deutsche Rapper Kay One mitwirkte. Diese Version des Songs konnte die Top 20 der Song-Charts des Online-Musikdienstes iTunes erreichen.
Das Musikvideo wurde am 14. Juni 2012 vom offiziellen YouTube-Kanal des Labels Kontor Records hochgeladen. In diesem ist Patrick Miller vor einem animierten Hintergrund zu sehen, der wechselnd Farben und Sehenswürdigkeiten von London zeigt. Am 3. August 2012 folgte eine zweite Version des Musikvideos, in der außerdem Kay One zu sehen ist. Durch den Remix gelangte die Single noch einmal in die Top-50 vieler Charts zurück.
Chartplatzierungen
| ChartsChartplatzierungen | Höchstplatzierung | Wochen |
| ------------------------ | ----------------- | ------ |
| Deutschland (GfK)        | 25 (12 Wo.)       | 12     |
| Österreich (Ö3)          | 28 (6 Wo.)        | 6      |
| Schweiz (IFPI)           | 13 (12 Wo.)       | 12     |